# Farmacia di turno
Farmacia di turno (il cui titolo originale è Don Saverio ‘o farmacista, rappresentata nel 1930 anche come Il farmacista distratto) è una commedia in un atto unico scritta da Eduardo De Filippo nel 1920; è l'opera teatrale che apre la Cantata dei giorni pari.

## Storia
La commedia, ritenuta la prima in assoluto del drammaturgo napoletano, venne ideata nel periodo in cui Eduardo prestava il servizio militare presso la caserma del II Reggimento Bersaglieri a Roma, dove si occupava di organizzare recite con i soldati. La commedia fu scritta in italiano col titolo con cui è conosciuta ancora oggi; la necessità di coinvolgere un gran numero di commilitoni portò Eduardo a prevedere ben 21 ruoli, tutti maschili: i personaggi femminili non comparivano in scena, ma venivano solo menzionati nei discorsi degli altri. La commedia fu messa in scena per la prima volta nella caserma romana, e venne poi rappresentata in altre caserme fino al 1921.
Eduardo riscrisse in seguito la commedia in dialetto napoletano, col titolo Don Saverio 'o farmacista; in questa versione, Eduardo introdusse i personaggi femminili di Carmela e Rafilina. Da un documento recentemente ritrovato nel Fondo Archivistico De Filippo, conservato alla Biblioteca Nazionale di Napoli, è emerso che Eduardo aveva previsto una parte per Raffaele Viviani, già famoso all'epoca della composizione della commedia, e che tentò di scritturare l'attore e alcuni membri della sua compagnia per la prima assoluta della commedia, senza riuscirci.
Nella stagione 1930-31 del Teatro Nuovo di Napoli, la commedia fu portata in scena dalla compagnia Ribalta Gaia formata da Eduardo coi fratelli Peppino e Titina: il titolo di questa versione, pensata appositamente per il teatro di varietà e quindi recitata interamente in italiano, era Il Farmacista Distratto; in essa scompaiono i riferimenti all'uxoricidio e i risvolti moralistici, riducendo l'azione alla sola scena della visita alla moglie nevrastenica. Non è chiaro quando il dramma raggiunse il titolo e la forma definitiva; nella prima edizione della Cantata dei giorni pari (1959) la commedia appare col titolo della prima rappresentazione e una trama che sintetizza le tre versioni..

## Trama
Don Saverio è un farmacista napoletano, fiero di aver ereditato e ammodernato la farmacia paterna mettendo persino la cassa automatica, che usa con mille cerimonie. A inizio giornata, Saverio riceve la visita del medico Teodoro: commentando con lui un fatto di cronaca, un uxoricidio d'onore, Saverio racconta di esser stato abbandonato dalla moglie, la quale ora chiede l'annullamento del matrimonio per potersi risposare con un facoltoso signorotto; pur ritenendosi fortunato per il fatto che la signora stia ora spendendo i soldi di un altro, il farmacista si rifiuta di concedere il divorzio per non compromettere la propria reputazione. Saverio si appresta poi a preparare un topicida a base di arsenico per Teodoro, ma viene interrotto dal continuo andirivieni di clienti.
Arriva Carmela, cameriera dell'ex-moglie di Saverio, che ordina un'aspirina per curare l'emicrania della signora, subendo nel frattempo la corte sfacciata di Enrico, un perdigiorno del vicinato. Quest'ultimo riesce a strapparle un invito a cena offrendosi di pagare la medicina, salvo confessare poi al farmacista di non avere un soldo in tasca; mentre i tre uomini discutono, Carmela prende accidentalmente il topicida al posto dell'aspirina. Entra poi il falegname Vincenzo, che chiede a Teodoro un consulto per la moglie Rafilina, malata 'di nervi'; il medico conduce una faticosa visita tra le gelosie del marito e le accuse della donna di essere da lui trascurata, confermando la diagnosi di nevrastenia. I coniugi gli lasciano un compenso di sole due lire perché in effetti non ha aggiunto nulla a quello che aveva sentenziato un altro medico consultato in precedenza, mandando Teodoro su tutte le furie.
L'ultimo cliente della giornata è il portiere Gregorio, allontanatosi dalla sua guardiola per farsi curare un dente cariato. Don Saverio procede all'estrazione nel retrobottega; Teodoro, intanto, cerca sul bancone il suo topicida, ma trova soltanto l'aspirina. Dopo una breve ricerca, Teodoro e Saverio concludono che la cameriera della signora deve aver dimenticato di portarla con sé, mentre il farmacista, distratto dai clienti, ha scordato di mettere da parte il veleno. I due si salutano, e Saverio si appresta a chiudere la farmacia.
Una volta uscito il medico, entrano il brigadiere Pasquale con la guardia Peppino, intenzionati ad arrestare Saverio: la sua ex-moglie è in fin di vita per aver assunto del veleno, e si sospetta che sia stato lui a propinarglielo. Saverio realizza che Carmela deve averle somministrato l'arsenico scambiandolo accidentalmente per aspirina, ma le sue proteste vengono interpretate come una confessione. L'involontario uxoricida viene portato via; Gregorio, rimasto chiuso nella farmacia, si preoccupa di aver lasciato incustodito il suo palazzo.